# Mandu (Stadt)
Mandu („Stadt der Wonnen“, „Stadt der Freuden“), auch Mandogarh oder Mandavgad genannt, ist eine Ruinenstadt im Bundesstaat Madhya Pradesh in Indien. Sie liegt etwa 800 Kilometer nördlich von Mumbai und befindet sich in 630 Meter Höhe im Vindhyagebirge. Es zieht sich über sechs Kilometer an einem Steilabhang hin.

## Geschichte
Die Stadt wurde um 1400 von einem muslimischen Prinzen zur Residenz auserkoren, von ihm und seinen Nachfolgern zur Hauptstadt des Sultanats Malwa ausgebaut und bis 1561, zuletzt unter Baz Bahadur, unabhängig regiert. Danach fiel sie in die Hände des Mogulherrschers Akbar I.
Unter der Leitung der Sultane wurden 12 künstliche Seen angelegt und tiefe Zisternen in den Boden gegraben, um das Regenwasser damit aufzufangen. Die Nischen der Zisternen boten bei sehr heißem Wetter Ruhemöglichkeiten für die Bewohnerschaft. Auf den Dächern wurden Rinnen eingebaut, in denen Regenwasser verdunsten konnte und somit die Häuser kühlte.
Beim Plan für das Taj Mahal (Bauzeit 1631–1648) ließ sich Shah Jahan von den prachtvollen Bauten in Mandu anregen.

## Stadtbild
Die Stadt liegt innerhalb einer einst knapp 40 Kilometer langen Befestigungsmauer, in deren Ruinen noch einige Tore erhalten sind. Die meisten Fürstenhäuser sind Ruinen. Geprägt wird die Stadt von den vielen Herrschermausoleen mit den typischen Zwiebelhauben. Sehenswert ist die Große Moschee (Jami Masjid) und die Wallfahrtsstätte Nilkanth, die dem Gott Shiva gewidmet ist.